# گرمابه مهدی‌آباد
گرمابه مهدی‌آباد مربوط به دوره قاجار است و در شهرستان تاکستان، روستای مهدی‌آباد واقع شده و این اثر در تاریخ ۱۹ مرداد ۱۳۸۴ با شمارهٔ ثبت ۱۲۸۸۴ به‌عنوان یکی از آثار ملی ایران به ثبت رسیده است.